# 후트빌역
후트빌역(독일어: Bahnhof Huttwil)은 스위스 베른주의 후트빌 시정촌에 있는 기차역이다. BLS AG의 3개 표준궤 철도 노선(후트빌-볼후젠, 랑엔탈-후트빌 및 람자이-후트빌)의 교차점에 위치한다. 결합하여 처음 두 노선은 랑엔탈과 볼후젠 사이의 주요 노선을 형성하고, 루체른까지 이어진다. 람자이-후트빌 라인은 주미스발트-그뤼넨까지의 계절 서비스를 제외하고는 운행하지 않는다. 담프반 베른  유산 철도가 운영한다.

## 운행편
다음 서비스는 후트빌에서 정차한다.
- 루체른 S-반 S6/S7 : 랑엔탈과 루체른 간 매시간 운행 ; 하루 중 여러 시간에 30분 단위로 증가한다. S7 열차는 볼후젠과 루체른 사이를 레기오익스프레스와 결합하여 운행한다.
- 담프반 베른 : 6월과 10월 사이에 한 달에 한 번 일요일에 주미스발트-그뤼넨까지 두 번 왕복한다.